# Jonas Svensson (tennisspelare)
Bengt Jonas Svensson, född 21 oktober 1966 i Gamlestads församling i Göteborg, är en svensk tidigare professionell tennisspelare.
Svensson främsta meriter på tennisbanan är att han nådde semifinal i Franska öppna två gånger, 1988 och 1990 och kvartsfinalen i Australian Open 1989. Han vann 5 ATP-titlar i singel, Köln 1986, Wien 1987, Metz 1988, Toulouse 1990, Köpenhamn 1991 och en i dubbel, Memphis 1987 tillsammans med Anders Järryd, och var som bäst rankad som nummer 10 i världen våren 1991.
Bland framgångsrika spelare som Jonas Svensson besegrat återfinns: Ivan Lendl, Boris Becker, Pete Sampras, Jim Courier, Sergi Bruguera, Stefan Edberg, Jimmy Connors, Miloslav Mečíř och Yannick Noah.
Han är gift med svenska häcklöparen Frida Svensson.